# 班氏環宇海龍
班氏環宇海龍（学名：Cosmocampus banneri），为輻鰭魚綱棘背魚目海龍魚科的其中一種，分布於印度西太平洋區，包括紅海、東非、馬爾地夫、模里西斯、塞席爾群島至印尼、越南、東加、斐濟等海域，棲息深度2-30公尺，身體通常灰白色，腹面與身體下半部有擴散的深色橫帶橫越。體長可達5.8公分，棲息在珊瑚礁區，卵胎生。